# The Hitavada
The Hitavada (The People's Newspaper) is een Engelstalig dagblad in Centraal-India, waar het de best verkochte krant is. Het dagblad werd in 1911 opgericht door vrijheidsstrijder Gopal Krishna Gokhale. Het heeft edities in Jabalpur, Nagpur, Raipur en Bhopal.